# Shall We Dance? Shall We Talk!
《Shall We Dance? Shall We Talk!》為香港歌手陳奕迅的粵語音樂專輯，於2001年4月13日正式發行，唱片編號：EEG1025。

## 專輯簡介
繼《打得火熱》之後，陳奕迅推出粵語專輯《Shall We Dance? Shall We Talk!》。專輯收錄了10首新歌 ，首波主打歌《2001太空漫遊》，前奏也引用同名電影的交響詩為前奏已雄踞香港各大排行榜榜首；第二主打《Shall We Talk》是首旋律優美的慢歌，由林夕負責填詞，描述二代之間的親子關係，歌詞意義深遠成為他的經典作品之一；《單車》與《孤獨探戈》也是為人熟悉且被熱門翻唱的流行歌曲。其他歌曲也有《Shall We Dance》、《失戀太少》、《天使的禮物》等都是精品。
有關《天使的禮物》的誕生，是源於陳奕迅拍攝電影《百分百感覺》的時候，有天晚上在垃圾房附近開工，地上有一灘好臭好臭的水，有個垃圾房工作的婆婆看到那灘臭水後說：「今晚好多水啊！」。在這樣的環境，婆婆竟然可以這麼樂觀去看待，所以觸發陳奕迅請來林夕寫首歌詞去感謝這些小人物。
《Shall We Dance? Shall We Talk!》另外亦收錄了Bonus VCD，裏有一首新曲名為《遺失的國度》，為迪士尼的經典電影亞特蘭提斯：失落的帝國的宣傳歌曲，國語版為本曲的作曲+填詞人陶喆的《I Believe》，有趣的是，迷失帝國：阿特蘭蒂斯的粵語版及國語版均由陳奕迅及陶喆配演男主角。

## 曲目
| 曲序 | 曲目           |        | 作曲           | 编曲              | 备注     |
| ---- | -------------- | ------ | -------------- | ----------------- | -------- |
| 1.   | 嚟喇           |        |                | 陳輝陽            | 純音樂   |
| 2.   | Shall We Dance | 黃偉文 | 陳輝陽         | 陳輝陽            |          |
| 3.   | Shall We Talk  | 林夕   | 陳輝陽         | 金培達            | 第二主打 |
| 4.   | 2001           |        |                |                   | 純音樂   |
| 5.   | 太空漫遊       | 黃偉文 | 陳輝陽、陳奕迅 | 陳輝陽            | 第一主打 |
| 6.   | 失戀太少       | 林夕   | 陳輝陽         | 林晞              |          |
| 7.   | 單車           | 黃偉文 | 柳重言         | 柳重言            | 第四主打 |
| 8.   | 天使的禮物     | 林夕   | 陳輝陽         | 金培達、陳輝陽    | 第三主打 |
| 9.   | Eason's Angel  |        |                |                   | 純音樂   |
| 10.  | 怪物           | 林夕   | 陳奕迅         | 陳輝陽            |          |
| 11.  | 孤獨探戈       | 林夕   | 陳輝陽         | 金培達、陳輝陽    | 第五主打 |
| 12.  | 信心花舍       | 林夕   | Barry Chung    | Barry Chung、林晞 |          |
| 13.  | 黑暗中漫舞     | 林夕   | 陳小霞         | 陳輝陽            |          |

### 第一版 Bonus VCD
| 曲序 | 曲目         | 备注                                     |
| ---- | ------------ | ---------------------------------------- |
| 1.   | 2001太空漫遊 | 官方Youtube MV連結（页面存档备份，存于） |

### 第二版 Bonus AVCD[2]
| 曲序 | 曲目                                                  |        | 作曲 | 编曲 | 备注                                     | 时长 |
| ---- | ----------------------------------------------------- | ------ | ---- | ---- | ---------------------------------------- | ---- |
| 1.   | 電腦檔案 不能閱讀                                     |        |      |      |                                          |      |
| 2.   | 遺失的國度（Music Video）                             |        |      |      | 官方Youtube MV連結（页面存档备份，存于） | 4:39 |
| 3.   | 天使的禮物（Music Video）                             |        |      |      | 官方Youtube MV連結（页面存档备份，存于） | 3:28 |
| 4.   | Shall We Talk（Music Video）                          |        |      |      |                                          | 3:57 |
| 5.   | 2001太空漫遊（Music Video）                           |        |      |      | 官方Youtube MV連結（页面存档备份，存于） | 3:37 |
| 6.   | 遺失的國度（迪士尼“迷失帝國-阿特蘭蒂斯”電影宣傳歌曲） | 甄健強 | 陶喆 | 陶喆 |                                          |      |
| 7.   | 2001太空漫遊（Remix）                                 |        |      |      |                                          |      |

## 派台歌曲
本碟有五首派台歌，包括《2001太空漫遊》、《Shall We Talk》、《天使的禮物》、《單車》及《失戀太少》。
| 歌曲          | 903 專業推介 | RTHK 中文歌曲龍虎榜 | 997 勁爆流行榜 | TVB 勁歌金榜 |
| ------------- | ------------ | ------------------- | -------------- | ------------ |
| 2001太空漫遊  | 1            | 1                   | 1              | 1            |
| Shall We Talk | (1)          | 1                   | 1              | 1            |
| 天使的禮物    | (1)          | 3                   | 18             | 6            |
| 單車          | 14           | 14                  | -              | -            |
| 孤獨探戈      | 10           | -                   | -              | -            |

- 粗體表示四台冠軍歌
- (1)表示兩週冠軍

Shall We Talk
| 周次     | 第13周  | 第14周 | 第15周  | 第16周  | 第17周  | 第18周 |
| 放榜日期 | 3月31日 | 4月7日 | 4月14日 | 4月21日 | 4月28日 | 5月5日 |
| 榜上位置 | 10      | 2      | 4       | 1       | 1       | 7      |
| -------- | ------- | ------ | ------- | ------- | ------- | ------ |

## 有關獎項或提名

### 專輯《Shall We Dance? Shall We Talk!》
- 2001年度叱吒樂壇流行榜頒獎典禮 - 至尊唱片大獎
- 四台聯頒音樂大獎2001 - 大碟獎
- IFPI香港唱片銷量大獎2001 - 十大銷量廣東唱片[3]

### 歌曲《2001太空漫遊》
- 2001年度勁歌金曲季選 - 第一季金曲

### 歌曲《Shall We Talk》
- 2001年度勁歌金曲季選 - 第二季金曲
- 2001年度十大中文金曲頒獎禮 - 十大中文金曲
- 2001年度十大中文金曲頒獎禮 - 全球華人至尊金曲獎
- 2001年度新城勁爆頒獎禮 - 新城勁爆歌曲獎
- 2001年度新城勁爆頒獎禮 - 新城勁爆年度歌曲大獎
- 2001年度叱吒樂壇流行榜頒獎典禮 - 專業推介 叱吒十大（第六位）
- 2001年度十大勁歌金曲頒獎典禮 - 十大勁歌金曲
- 2001年度十大勁歌金曲頒獎典禮 - 金曲金獎
- 第一屆全球華語歌曲排行榜 - 二十大金曲
- 2001年度演藝動力大獎 - 最突出男歌手
- 2001年度我的選擇中國原創音樂流行榜 - 十三首金曲

### 歌曲《單車》
- 2001年度無線電視兒歌金曲頒獎典禮 - 十大兒歌金曲

## 軼事
與Beyond《真的愛你》等以歌頌母愛為題材的歌曲不同，本曲本來是一首少有關於「母子隔膜」的歌曲。
本專輯內第二主打歌《Shall We Talk》為配合香港政府衛生防護中心的「陪我講 Shall We Talk」精神健康計劃，於2020年7月推出全新編曲版《Shall We Talk (Tre Lune MMXIX)》（2019年拍攝），由原作曲人陳輝陽編曲。其中，Tre Lune 是意大利語中「三個明月光」的意思，代表歌曲中隱藏的三個明月光：前奏部分德彪西的《月光》（1890年），歌詞中的廣東童謠《月光光》以及尾奏部分貝多芬的《月光奏鳴曲》（1801年）。

### MV結構[4]
Eason 在夢裡身穿藍色外套、白襯衫和藍色長褲。醒來時看到白色的月斑天蠶蛾帶他上到月亮的樓梯，首先到達紙做的漫畫間，而發現第一位主角 －斑點女。她代表躁鬱症，Manic （狂躁，紅斑點）和 Depression（憂鬱，藍斑點）同時發生。她感覺到陌生的 Eason時開始畫上不完整的紅點（輕躁狂）但她看見 Eason時，狂躁期達到極點，2D的每個點增加數目，白點（平靜）也開始出現，而且變得立體。洶湧而來的情緒卻嚇怕了Eason，讓他逃到另一個空間。斑點女卻因Eason被嚇跑而內疚，坐在地上，抱膝自省。陳奕迅本人在2014年自爆有躁鬱症和人群恐懼症，但已康復。
蛾男(思覺失調)看見月斑天蠶蛾，困在格子裡而目光呆滯，但當他發現Eason時，其它飛禽走獸從幻想中出現，也嚇怕了 Eason。這次Eason往下方跑，發現第三位主角－絕望的自殺傾向女（絕望女）。
蛾男(思覺失調)內心充滿各種飛鳥走獸令他惶恐不安的表達手法可能是模仿《多啦A夢》第308集「大雄心目中的大雄」。
跟前兩位主角不同：絕望女的裙子是灰藍色，非常破爛，但她只坐著看著無底宇宙，膝蓋以下已離地。當她站起來時，Eason 發現事態嚴重而不能再逃避。他拉起裙子的布料，一邊打起蝴蝶結，一步步靠近她且給她微笑。直到布料消失，絕望女的裙子完全修復。那個空間的心牆也瓦解。他也鼓起勇氣回到蛾男，簡單地轉個盒子，把蛾子釋放到宇宙去。
當斑點女再次畫上紅點，Eason這次畫上藍點以使平衡。房間裡，包括她臉上和衣服上的斑點雖然再次變得立體，這次卻自我平衡，而故事回歸到現實的 Eason。這個他沒有外套，藍色的長褲也變成淡褐色。他只把襯衫重新穿好，然後把紙杯話筒遞給斑點女，讓她談話。Eason也同樣聆聽其他主角的煩惱。